# NGC 5774
NGC 5774 é uma galáxia espiral barrada (SBcd) localizada na direcção da constelação de Virgo. Possui uma declinação de +03° 34' 58" e uma ascensão recta de 14 horas, 53 minutos e 42,4 segundos.
A galáxia NGC 5774 foi descoberta em 26 de Abril de 1851 por William Parsons.